# Farmington (New Hampshire)
Farmington è un comune degli Stati Uniti d'America facente parte della contea di Strafford nello stato del New Hampshire.